# Palau Contarini del Bovolo
El Palau Contarini del Bovolo (també anomenat Palau Contarini dal Bovolo Minelli) és un petit palau de Venècia, molt conegut per la seva escala de caragol exterior, que té un gran nombre d'arcs, i que és coneguda com la Scala Contarini del Bovolo (del caragol). El palau està situat prop del carrer Campo Manin, al costat del Pont de Rialto.

## Història
El palau va ser dissenyat i construït en la seva forma actual al segle xv per l'arquitecte Giovanni Candi com una de les residències de la ciutat de la família Contarini. Es creu que Giorgio Spavento va ser el responsable de l'addició de la gran escala de cargol a l'exterior el 1499. Aquesta escala porta a una galeria, des d'on s'ofereix una vista panoràmica sobre algunes de les teulades de la ciutat.
El Palazzo del Bovolo va ser escollit per Orson Welles com una de les ubicacions principals (la casa de Brabantio) per a la seva adaptació de 1952 de l'Otel·lo de Shakespeare, i l'escala ocupa un lloc destacat a la pel·lícula.
Del 2015 al 2016 es van fer obres de restauració a l'escala, motiu pel qual durant aquests anys va estar tancada al públic.